# Beitrittsverhandlungen Albaniens mit der Europäischen Union
Die Europäische Union und Albanien führen seit 2003 Gespräche über einen Beitritt. 2009 reichte Albanien das Beitrittsgesuch ein. Seit dem 24. Juni 2014 ist Albanien offizieller Beitrittskandidat der Europäischen Union. Am 19. Juli 2022 wurden die Beitrittsverhandlungen mit dem Screening begonnen; es konnte Ende November 2023 abgeschlossen werden. Am 15. Oktober 2024 wurden die ersten Kapitel eröffnet.
Die Europäische Union gilt als wichtigster politischer und wirtschaftlicher Partner Albaniens. So gingen 2019 beispielsweise rund 75 % der  der albanischen Exporte in Länder der Europäischen Union, 60 % der Importe kommen aus der EU. Die Europäische Union unterstützt Albanien schon seit Anfang der 1990er Jahre, zum Beispiel im Rahmen des PHARE-Programms. Darauf folgte eine Unterstützung durch die Vorbeitrittsinstrumente IPA und IPA II. Seit 2021 unterstützt die EU Albanien mit Hilfe von IPA III. Die finanzielle Unterstützung für Albanien betrug für 2021 rund 70 Mio. Euro; hinzu kam makrofinanzielle Hilfe in der Höhe von 90 Mio. Euro.

## Unterzeichnung des Stabilisierungs- und Assoziierungsabkommens
Die Bestrebungen um einen Beitritt Albaniens in die Europäische Union gehen auf das Jahr 2003 zurück, als der Balkanstaat als erster der sogenannten „potenziellen Beitrittskandidaten“ die Verhandlungen über ein Stabilisierungs- und Assoziierungsabkommen (kurz SAA) aufnahm. Später im Jahr 2003 äußerte die EU im Versprechen von Thessaloniki die Aussicht, mehrere Balkanländer – darunter Albanien – in die EU aufzunehmen.
Im Mai 2005 äußerte die damalige Regierung Albaniens unter dem Sozialisten Fatos Nano die Hoffnung, im Jahr 2014 der EU beitreten zu können, da dieses Jahr das 25-jährige Jubiläum des Falls der Berliner Mauer markiert.
Seit 2005 unterstützt die EU im Rahmen des großen Projekts Euralius das albanische Justizwesen.
Im Februar 2006 wurde das Stabilisierungs- und Assoziierungsabkommen (SAA) abgeschlossen; es wurde am 12. Juni 2006 offiziell unterzeichnet. Die Ratifizierung des SAA durch alle EU-Staaten und Albanien selbst wurde am 1. April 2009 abgeschlossen. Am gleichen Tag trat Albanien – zusammen mit Kroatien – dem Militärbündnis NATO bei.

## Visaerleichterungsabkommen und Visaliberalisierung
Am 1. Januar 2008 sind mit allen Staaten des westlichen Balkans Visumerleichterungs- und Rückübernahmeabkommen mit der EU in Kraft getreten. Anschließend übergab die Europäische Kommission gemeinsam mit den beteiligten Staaten Fahrpläne für eine Visabefreiung. Nachdem Albanien und Bosnien und Herzegowina die Bedingungen der Fahrpläne vollständig erfüllt hatten, gewährte die EU ab dem 15. Dezember 2010 Visafreiheit für diese Länder. Sie gilt für touristische Reisen in alle Schengen-Staaten für bis zu 90 Tage. Voraussetzung ist, dass Reisende einen biometrischen Pass besitzen und keine Erwerbstätigkeit aufnehmen.

## Formeller Antrag auf Mitgliedschaft
Am 28. April 2009, zwei Monate vor einer Parlamentswahl, reichte Albanien den formellen Antrag auf Mitgliedschaft in der EU ein. Am 16. November 2009 übergaben die Außenminister der EU den Beitrittsantrag an die Europäische Kommission.

## Der Weg zum EU-Beitrittskandidatenstatus ab 2009
Die politische Krise Albaniens, die auf die Parlamentswahlen 2009 folgte, erschwerte die Verhandlungen. Am 20. Mai 2010 trafen die Vorsitzenden der beiden größten Fraktionen im Europäischen Parlament, Joseph Daul (EVP) und Martin Schulz (S&D), mit dem damaligen albanischen Ministerpräsidenten Sali Berisha (PD) und dem Oppositionsführer Edi Rama (PS) zu einem Vermittlungsgespräch zusammen. Das Gespräch blieb aber erfolglos und die Opposition boykottierte für die weiteren Monate das Parlament, worin wichtige Gesetze zur Erlangung des EU-Beitrittskandidatenstatus verabschiedet werden mussten. Die Krise blieb auch nach den Kommunalwahlen vom 8. Mai 2011 ungelöst. Deswegen litten auch die Beziehungen zwischen der EU und Albanien. So erfüllte Albanien Ende 2011 keines von zwölf geforderten Kriterien für die Verleihung eines Beitrittskandidatenstatus.
Im Dezember 2012 stand die nächste Entscheidung der EU bevor, ob Albanien den Status eines Beitrittskandidaten erhalten sollte oder nicht. Am 22. November stimmte das Europäische Parlament einer Resolution mit 61 Stimmen bei einer Gegenstimme und zwei Enthaltungen zu, wonach der Balkanstaat den Status vorerst erhalten sollte, jedoch bis Dezember noch einige wichtige, von der Europäischen Kommission empfohlene Reformen durchgeführt werden müssten. Die entsprechenden Gesetze scheiterten jedoch im albanischen Parlament an der Ablehnung durch die Sozialisten unter ihrem Vorsitzenden Edi Rama. Für diese „Blockade“ machten sich Regierung und Opposition gegenseitig verantwortlich.
Währenddessen bekräftigte Johanna Deimel, die stellvertretende Geschäftsführerin der Südosteuropa-Gesellschaft, ihre Skepsis gegenüber der Erlangung des Beitrittskandidaten-Status durch Albanien bis Dezember 2012. Sie äußerte, Albanien habe noch einen weiten Weg vor sich und die Erlangung des Kandidatenstatus sei sehr schwierig. Ob alle 27 Mitglieder des Europäischen Rates dem zustimmen würden, sei ungewiss. Das Land müsse seine politischen Probleme in eigener Initiative lösen und dürfe nicht immer auf Unterstützung aus dem Ausland hoffen. Die dringenden Reformen müssten eingeleitet werden und auch die nächsten Parlamentswahlen 2013 seien eine Probe für das seit über 20 Jahren demokratisch regierte Land. Die zweite Chance Albaniens scheiterte Ende 2012, weil die zwölf Kriterien immer noch nicht erfüllt worden waren.
Die Parlamentswahl vom 23. Juni war für Albanien ein Test seiner demokratischen Reife, den es bestand. Sie verlief im Gesamten ruhig. Die Demokraten unter dem bisherigen Ministerpräsident Sali Berisha unterlagen deutlich ihren Gegenspielern, den Sozialisten unter dem ehemaligen Bürgermeister Tiranas, Edi Rama. Berisha gratulierte seinen Herausforderer zum Sieg und trat von allen Amtsposten zurück, was ein Novum für einen bei den Wahlen gescheiterten Ministerpräsidenten in Albanien war.
Am 18. September 2013 äußerte Ministerpräsident Edi Rama bei einem Interview, er erhoffe einen Beitritt Albaniens zur EU innerhalb der nächsten zehn Jahre.
Im Oktober 2013 empfahl die Kommission, dass der Rat der Europäischen Union Albanien den Beitrittskandidatenstatus verleihen sollte. Nicht zuletzt hätten die Parlamentswahlen im Juni die politische Reife des Landes bewiesen.
Am 17. Dezember 2013 wurde die nächste Entscheidungsrunde der EU betreffend Albanien abgehalten. Schon zuvor bekundeten neun Mitgliedsstaaten der EU ihre Position, die sie am 17. Dezember während des EU-Außenministertreffens einnahmen. Der vorerst einzige Gegner waren die Niederlande, die Albanien noch nicht bereit für einen EU-Beitrittskandidaten sahen. Bulgarien, Estland, Irland, Italien, Kroatien, Österreich, Slowenien und Ungarn warben für eine Zusage Albaniens. Die Außenminister der EU-Staaten entschieden sich schließlich für eine Verschiebung des Beginns der Beitrittsverhandlungen mit Albanien auf Juni 2014. Bis dahin sollten die skeptischen EU-Länder die laufenden Reformen überprüfen und einschätzen können; neue Forderungen gab es keine. Namentlich die Niederlande, Dänemark, Deutschland, Frankreich und Großbritannien stimmten gegen einen frühzeitigen Beginn der Verhandlungen vor Weihnachten 2013. Bei ihrer ersten Rede im Bundestag nach ihrem dritten Amtsantritt als Bundeskanzlerin erklärte Angela Merkel, dass Deutschland in Zukunft Albanien weiterhin beim Kampf gegen die organisierte Kriminalität unterstützen wird, jedoch müssen die laufenden Reformen erweitert werden, um im Juni 2014 den EU-Beitrittskandidatenstatus zu erhalten.
Bei der Westbalkan-Konferenz vom 3. Juni 2014 verfassten dann Bulgarien, Griechenland, Italien, Kroatien, Slowenien, die Slowakei und Gastgeber Österreich öffentlich einen Brief an die anderen EU-Mitglieder, der die Vergabe des EU-Beitrittskandidatenstatus an Albanien forderte. Tags darauf empfahl das auch die Europäische Kommission dem Rat der Europäischen Union und dem Europäischen Parlament. Danach stimmten auch die anderen EU-Länder zu. Zuletzt hatte Tschechien noch gedroht, die Vergabe zu blockieren, da man wegen des Elektrizitätsversorgungsunternehmens CEZ Shpërndarje mit Albanien im Streit war, letztendlich konnten die beiden Länder aber einen Vergleich erzielen. Per 24. Juni 2014 wurde Albanien dann offiziell Beitrittskandidat.

## Beitrittsverhandlungen
Nachdem das albanische Parlament im Sommer 2016 eine Justizreform verabschiedet hatte, empfahl die EU-Kommission im November 2016, die Beitrittsverhandlungen mit Albanien aufzunehmen. Als Bedingung setzt sie aber die Umsetzung der Justizreform voraus. Außerdem bedarf es der einstimmigen Zustimmung aller 27 EU-Staaten.
Am 26. Juni 2018 stimmte die EU dem Beginn von Beitrittsverhandlungen zu. Die Gespräche könnten Ende 2019 beginnen, hieß es im Sommer 2018.
Die Niederlande, Frankreich und Dänemark stemmten sich jedoch dagegen, und die Beitrittsverhandlungen konnten nicht beginnen. Im September 2019 bekräftigte Stef Blok, der niederländische Außenminister, erneut die Position seines Regierungskabinetts. Demnach müsse Albanien zuerst die im Sommer 2018 aufgestellten fünf Forderungen erfüllen, bevor Verhandlungen beginnen könnten. Somit rückt der eventuelle Beginn der Beitrittsverhandlungen erneut um ein Jahr in die Zukunft. Zumindest hatte ein paar Tage zuvor der Deutsche Bundestag den Beitrittsverhandlungen zugestimmt, setzte aber ebenfalls eine Wahlrechtsreform und die Bestellung des Verfassungsgerichts voraus. Für den Beginn der zweiten Verhandlungsrunde verlangte das deutsche Parlament die Umsetzung der Wahlrechtsreform und deutliche Fortschritte in der Bekämpfung der Korruption. Trotzdem wurde auch im Oktober die Aufnahme der Beitrittsverhandlungen mit Nordmazedonien und Albanien weiter hinausgezögert: Frankreich, Niederlande und Dänemark stellten sich weiterhin dagegen. Die Europäische Kommission und das Parlament hatten die Aufnahme von Gesprächen empfohlen. In Frankreich und anderen Ländern war die Skepsis aber wegen anstehender Wahlen groß. Erst im März 2020 erklärten sich die zuständigen Minister der EU-Mitgliedstaaten bereit, die Verhandlungen mit den beiden Balkanstaaten aufzunehmen. Gegenüber Albanien wurden aber nochmals Bedingungen gestellt, die für die Aufnahme der Gespräche vorausgesetzt werden.
Der Fortschrittsbericht 2021 bescheinigt Albanien weiterhin Fortschritte bei der Übernahme des Rechtsbestands der EU. Wichtigste Reformbereiche bleiben die Reform des Justizwesens sowie der Bereich der Medienfreiheit.
Bei einem Treffen mit Regierungschefs des Westbalkans im Vorfeld zum Gipfel der EU-Staats- und -Regierungschefs im Juni 2022 konnten keine weiteren Fortschritte erzielt werden. Die Verhandlungen der EU mit Nordmazedonien und Albanien werden von Bulgarien blockiert. Die Verhandlungen mit den beiden Staaten sind gekoppelt, mitunter weil für die große albanische Minderheit in Nordmazedonien keine loslösenden Anreize geschaffen werden sollen. EU-Mitglied Bulgarien stellt an Nordmazedonien „inakzeptable Bedingungen“ (NZZ), die die nordmazedonische Identität in Frage stellen. Der albanische Ministerpräsident Rama kritisierte die bulgarische Position scharf, was wiederum abwehrende Reaktionen in Sofia auslöste. Rama sprach von Geiselhaft und Schande sowie vom „schurkenhaften Geist der Erweiterung“, die nicht vorangehen wolle.
Am 19. Juli 2022 eröffnete die EU das Beitrittsverfahren mit Albanien und begann mit dem Screening. Neue Chefunterhändlerin wurde daraufhin Staatsministerin Majlinda Dhuka, die den Botschafter Zef Mazi ersetzte.

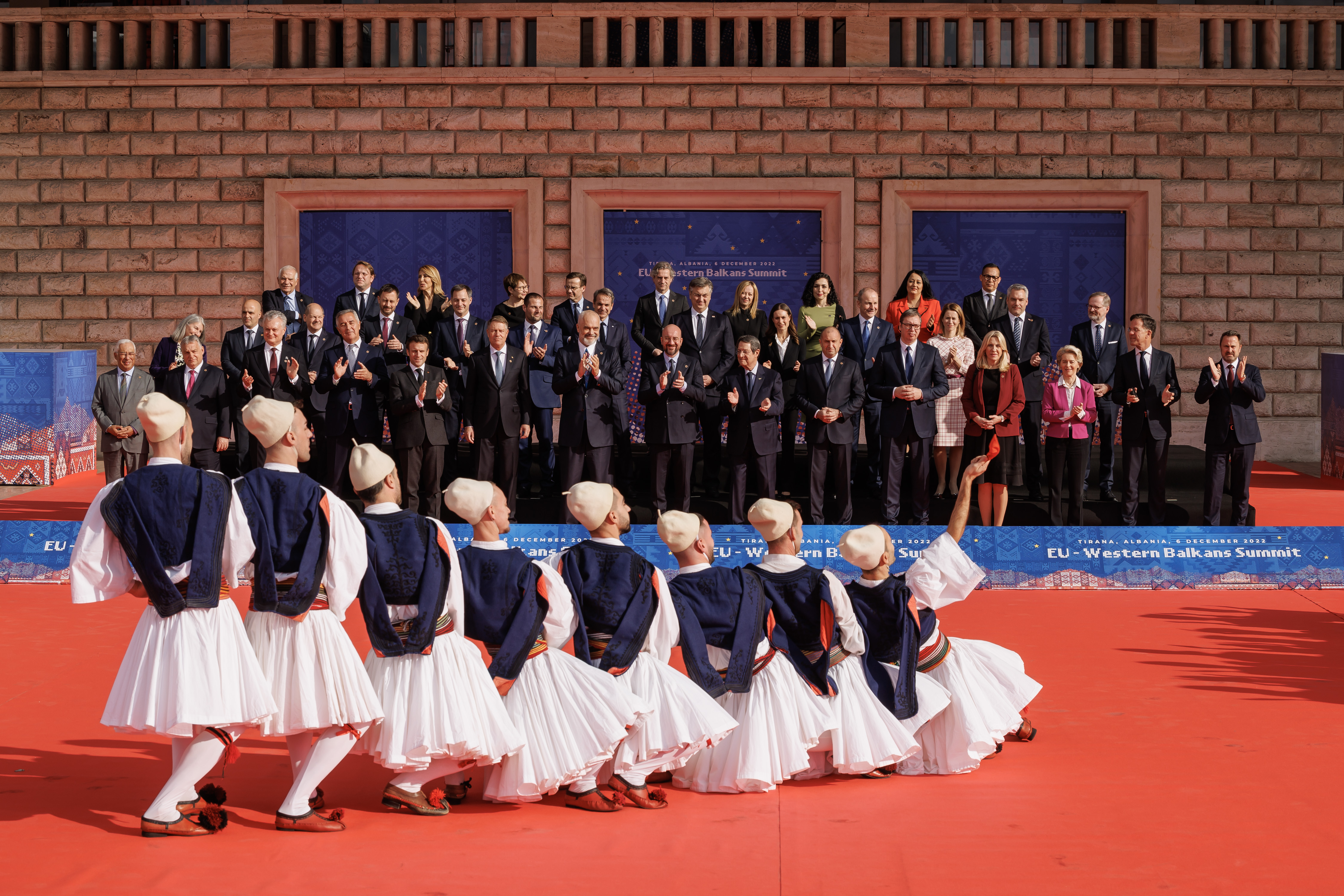
Treffen von Ministerpräsidenten und Staatspräsidenten der EU und des Westbalkans im Dezember 2022 in Tirana

Im Dezember 2022 fand in Tirana – erstmals innerhalb des Westbalkans – die Westbalkan-Konferenz statt. Dabei wurde der Wille der EU zur Aufnahme der Staaten des Westbalkans unterstrichen.

## Übersicht über den Verhandlungsfortschritt
Am 19. April 2022 wurde das Screening begonnen, das am 24. November 2023 abgeschlossen wurde. Am 15. Oktober 2024 wurden die ersten 5 Kapitel eröffnet.
| Kapitel                                                                  | Screening          | eröffnet          | abgeschlossen |
| ------------------------------------------------------------------------ | ------------------ | ----------------- | ------------- |
| 1. Freier Warenverkehr                                                   | 9. März 2023       | 14. April 2025    | –             |
| 2. Freizügigkeit der Arbeitnehmer                                        | 9. März 2023       | 14. April 2025    | –             |
| 3. Niederlassungsfreiheit und freier Dienstleistungsverkehr              | 9. März 2023       | 14. April 2025    | –             |
| 4. Freier Kapitalverkehr                                                 | 16. Januar 2023    | 14. April 2025    | –             |
| 5. Vergaberecht                                                          | 16. Januar 2023    | 15. Oktober 2024  | –             |
| 6. Gesellschaftsrecht                                                    | 9. März 2023       | 14. April 2025    | –             |
| 7. Schutz geistiger Eigentumsrechte                                      | 9. März 2023       | 14. April 2025    | –             |
| 8. Wettbewerbsrecht                                                      | 9. März 2023       | 14. April 2025    | –             |
| 9. Finanzdienstleistungen                                                | 9. März 2023       | 14. April 2025    | –             |
| 10. Informationsgesellschaft und Medien                                  | 15. Juni 2023      | 22. Mai 2025      | –             |
| 11. Landwirtschaft und ländliche Entwicklung                             | 24. November 2023  | –                 | –             |
| 12. Lebensmittelsicherheit, Veterinärpolitik und Pflanzenschutz          | 24. November 2023  | –                 | –             |
| 13. Fischerei                                                            | 24. November 2023  | –                 | –             |
| 14. Verkehrspolitik                                                      | 29. September 2023 | –                 | –             |
| 15. Energie                                                              | 29. September 2023 | –                 | –             |
| 16. Steuerpolitik                                                        | 15. Juni 2023      | 22. Mai 2025      | –             |
| 17. Wirtschafts- und Währungspolitik                                     | 15. Juni 2023      | 22. Mai 2025      | –             |
| 18. Statistiken                                                          | 16. Januar 2023    | 15. Oktober 2024  | –             |
| 19. Sozialpolitik und Beschäftigung                                      | 15. Juni 2023      | 22. Mai 2025      | –             |
| 20. Unternehmens- und Industriepolitik                                   | 15. Juni 2023      | 22. Mai 2025      | –             |
| 21. Transeuropäisches Verkehrsnetz                                       | 29. September 2023 | –                 | –             |
| 22. Regionalpolitik und Koordination der strukturpolitischen Instrumente | 24. November 2023  | –                 | –             |
| 23. Justiz und Grundrechte                                               | 16. Januar 2023    | 15. Oktober 2024  | –             |
| 24. Justiz, Freiheit und Sicherheit                                      | 16. Januar 2023    | 15. Oktober 2024  | –             |
| 25. Wissenschaft und Forschung                                           | 15. Juni 2023      | 22. Mai 2025      | –             |
| 26. Bildung und Kultur                                                   | 15. Juni 2023      | 22. Mai 2025      | –             |
| 27. Umwelt                                                               | 29. September 2023 | –                 | –             |
| 28. Verbraucher- und Gesundheitsschutz                                   | 9. März 2023       | 14. April 2025    | –             |
| 29. Zollunion                                                            | 15. Juni 2023      | 22. Mai 2025      | –             |
| 30. Beziehungen nach außen                                               | 17. November 2023  | 17. Dezember 2024 | –             |
| 31. Außenpolitik, Sicherheits- und Verteidigungspolitik                  | 17. November 2023  | 17. Dezember 2024 | –             |
| 32. Finanzkontrolle                                                      | 16. Januar 2023    | 15. Oktober 2024  | –             |
| 33. Finanz- und Haushaltsbestimmungen                                    | 24. November 2023  | –                 | –             |
| 34. Institutionen                                                        | entfällt           | entfällt          | entfällt      |
| 35. Andere Fragen                                                        | entfällt           | entfällt          | entfällt      |
| abgeschlossen                                                            | 33                 | 24                | 0             |
| ausstehend                                                               | 0                  | 9                 | 33            |

Stand: 22. Mai 2025
Verhandlungsfortschritt: